# 邵名世
邵名世，字翼興，號有斋，南京常州府無錫縣（今江蘇省無錫市）人，明末清初政治人物。

## 生平
萬曆四十三年（1615年）乙卯科應天府鄉試舉人，天啓二年（1622年），登壬戌科進士，都察院觀政，三年授南京兵部车驾司主事，六年升员外郎，本年丁憂歸。崇祯二年補北京兵部职方司員外郎。崇禎四年，擔任雲南提學參議。崇禎九年，擔任廣東按察使司副使。十二年升福建布政司參政，十三年升任山東按察使，后任山東右布政使。清兵入關后，歸降清朝。順治元年，擔任山東左布政使。

## 家族
曾祖邵芸，庠生。祖父邵子才，增廣生。父邵士弘，儒官。